# Alfa Romeo Flat-4
Alfa Romeo desarrolló un motor bóxer de 4 cilindros (Flat-4) refrigerado por agua para su nuevo Alfa Romeo Alfetta, introducido en 1971. También se utilizó en otros modelos de la marca.

## 1200
Este motor cuenta con una cilindrada de 1.2 L (1186 cc) con un diámetro de 80 mm (3,15 pulgadas) y carrera de 59 mm (2,32 pulgadas), produce entre 63 CV (46 kilovatios) y 68 CV (50 kilovatios).
Aplicaciones: 
- Alfa Romeo Alfasud (1971-1983)
- Alfa Romeo Arna (1984-1986)
- Nissan Cherry Europa (1984-1986)
- Alfa Romeo 33 (1983-1995)

## 1300
La carrera del 1200 se aumentó a 64 mm (2,52 pulgadas) para crear el 1300 (1286 cc). Este motor produce 75 CV (55 kilovatios).
Aplicaciones: 
- Alfa Romeo Alfasud (1977-1983)
- Alfa Romeo 33 (1983-1995)

## 1400
El 1400 (1351 cc) produce 79 CV (58 kilovatios).
Aplicaciones: 
- Alfa Romeo Alfasud (1978-1983)
- Alfa Romeo 33 (1983-1995)
- Alfa Romeo 145 (1994-1997)
- Alfa Romeo 146 (1995-1997)

## 1500
Desde 1978 hasta 1987, el más grande de la familia fue el 1500 (1490 cc). Produce entre 85 CV (63 kilovatios) y 105 CV (77 kilovatios). Este es el mayor motor que se encuentra en el Alfetta.
Aplicaciones: 
- Alfa Romeo Alfasud Super (1978-1983)
- Alfa Romeo Arna (1984-1986)
- Nissan Cherry Europa (1984-1986)
- Alfa Romeo 33 (1983-1995)

## 1600
El 1600 (1596 cc) produce 103 CV (76 kilovatios).
Aplicaciones: 
- Alfa Romeo 145 (1994-1997)
- Alfa Romeo 146 (1995-1997)

## 1700
En 1986, la cilindrada de este motor se aumentó a 1712 cc, el cual se utilizó en los 33 sprints. La potencia que produce se encuentra entre los 106 CV (78 kilovatios) y 116 CV (85 kilovatios).
Aplicaciones: 
- Alfa Romeo 33 (1983-1995)
- Alfa Romeo Sprint (1976-1989)

### 1700i 16V
En 1990, el 1700 adopta un sistema de distribución de cuatro válvulas por cilindro; y un sistema de inyección Bosch 4.1 ML, estas modificaciones hacen que este motor sea el más potente hasta la fecha, desarrollando una potencia de 137 CV (101 kilovatios).
El motor Alfa Romeo Boxer 4 (4 cilindros horizontales opuestos) se desarrolló durante 26 años, desde 1971 hasta 1997.
Aplicaciones: 
- Alfa Romeo 33 (1983-1995)
- Alfa Romeo 145 (1994-1997)
- Alfa Romeo 146 (1995-1997)